# کهکشان
کهکشان‌ها سامانه‌هایی بزرگ و با اندازه و مرز مشخصی هستند که از ستاره‌ها، ستاره فشرده، ماده تاریک، غبار کیهانی و گرد و غبارهای میان ستاره‌ای تشکیل شده‌اند و با نیروهای گرانشی به گردِ هم آمده‌اند. کوچک‌ترین کهکشان‌ها دارای پهنایی برابر با چند صد سال نوری، شامل نزدیک به صد میلیون (۱۰۸) ستاره هستند. بزرگ‌ترین کهکشان‌ها تا ۳ میلیون سال نوری پهنا دارند و شامل بیش از صد تریلیون (۱۰۱۴) ستاره هستند. کهکشان‌ها بر گرد مرکز جرم خود در گردش‌اند. بیشتر جرم یک کهکشان معمولی به شکل ماده تاریک است و تنها چند درصد از آن جرم به شکل ستاره‌ها و سحابی‌ها قابل مشاهده است. سیاه‌چاله‌های کلان‌جرم یک ویژگی مشترک در مرکز کهکشان‌ها هستند.
کهکشان‌ها بر اساس مورفولوژی بصری‌شان به‌عنوان بیضوی، (نام دیگر آن به تخم مرغی معروف است) مارپیچی، یا نامنظم دسته‌بندی می‌شوند.

## واژه‌شناسی
واژهٔ کهکشان در زبان فارسی از ترکیب سه جزء تشکیل شده است:
- کَه یا کاه به معنای کاه‌ریزه یا ذره‌های سبک‌شدهٔ گیاهی
- کش به‌عنوان ریشهٔ فعلیِ «کشیدن»
- -ان یا -شان به‌عنوان پسوند مکان یا ویژگی

در مجموع، کهکشان به‌معنای «جایی که کاه کشیده شده‌است» یا «جایی که کاه‌ریزگان پراکنده‌اند» تعبیر می‌شود. این واژه نامی استعاری برای نوار سفیدرنگ راه شیری است که در آسمان شب، همچون رشته‌ای از ذرات کاه پاشیده‌شده یا کشیده‌شده به‌نظر می‌رسد.
در شب‌هایی که آسمان صاف و تاریک است، نواری ابرمانند از ستاره‌های بسیار دیده می‌شود، که در گذشته کهکشان نامیده می‌شد.
دهخدا در لغتنامهٔ خود، علت این نامگذاری را چنین بیان می‌کند: «این را کهکشان از آن گویند که مشابه بدان است که کسی کاه را در رسن بسته بر زمین ریگ آلوده کشد و خط‌ها از آن بر زمین پدید آیند.»
این نامگذاری، با تصویر ذهنی برخی اشعار فارسی نیز همخوانی دارد؛ مانند:

فلک را سقف بشکافیم و طرحی نو دراندازیم

اگر خشتش ز کاه کهنه باشد، طرح بی‌فایده‌ست...

امروزه این نوار نورانی را بیشتر با نام «راه شیری» یا «راه کاه‌کشان» می‌شناسیم و خود واژهٔ «کهکشان» برای اشاره به هر یک از گروه‌های بزرگ ستارگان که مانند جزیره‌های دور از هم در عالم قرار گرفته‌اند به کار می‌رود. کهکشانی که کرهٔ زمین به همراه سایر اجزای منظومه شمسی در آن قرار دارد را نیز کهکشان راه شیری می‌نامیم.
در زبان انگلیسی واژهٔ galaxy برابر کهکشان است. این واژه از اصطلاح یونانی galaktikos (به معنای شیری) یا kyklos galaxias (به معنای ناحیهٔ شیری‌رنگ) گرفته شده است. هر دو اصطلاح به همان نوار نورانی مزبور اشاره دارد. ریشهٔ این واژه به یک افسانهٔ کهن یونانی برمی گردد. بر اساس این افسانه، زئوس پسر خود هرکول را که به‌وسیله یک بانوی فناپذیر زاده شده بود در میان سینه‌های همسرش هرا که خواب بود قرار داد تا او شیر خدایی را بنوشد و فناناپذیر شود. هنگامی که هرا بیدار شد، نوزاد ناشناسی را دید که در حال نوشیدن شیر است. هرا نوزاد را پس زد، در نتیجه فواره‌ای از شیر به آسمان پاشیده شد که آنچه راه شیری نامیده می‌شود را پدیدآورد.
در گذشته برخی اجرام آسمانی غیرستاره‌ای (مانند M31)، به عنوان سحابی‌های مارپیچی شناخته می‌شدند. بعداً معلوم شد که این اجرام در واقع توده‌هایی عظیم از ستاره‌ها هستند. هنگامی که کم‌کم فاصلهٔ واقعی این اجرام مشخص شد، آن‌ها را island universes (جهان‌های جزیره‌ای) نامیدند. بعد از مدتی واژهٔ universe برای اشاره به همهٔ عالم به کار رفت و عبارت فوق کاربردش را از دست داد و اجرام مزبور galaxy نامیده شدند.
امروزه در متون اخترشناسی، واژه Galaxy با حرف G بزرگ برای اشاره به کهکشان راه شیری و واژهٔ galaxy برای اشاره به کهکشان به صورت عام به کار می‌رود.

## بزرگی، ویژگی‌ها، ریخت‌شناسی و دسته‌بندی
کهکشان‌ها از دید بزرگی و شمار ستاره‌ها دارای طیف گسترده‌ای هستند، کهکشان‌های کوتوله نزدیک ۱۰ میلیون ستاره و کهکشان‌های غول آسا تا سقف ۱۰۰ تریلیون ستاره دارند. کلیه ستارگان یک کهکشان در مدار خود، به دور مرکز جرم کهکشان می‌گردند. کهکشان‌ها ممکن است از چندین سامانه ستاره‌ای، خوشه‌های ستاره‌ای و ابرهای میان‌ستاره‌ای گوناگون تشکیل شده باشند.

شکل‌های مختلف کهکشان‌ها بر پایه شیوه‌ای دسته‌بندی می‌شود که بر پایه شیوه دسته‌بندی ستاره‌شناس آمریکایی، ادوین هابل (۱۸۸۹–۱۹۵۳)، شکل یافته است.

دربارهٔ تکامل کهکشان‌ها داده‌های استوار کمی در دست است. تنها داده مورد اطمینان این است که کهکشان‌ها میلیاردها سال پیش به گونهٔ توده‌ای از ابرهای گازی و غباری به‌وجود آمدند. از دید تاریخی و پیشینه، کهکشان‌ها با توجه به شکل ظاهریشان دسته‌بندی شده‌اند که بیشتر این کار با بررسی ظاهر و ریخت‌شناسی آن‌ها انجام گردیده است. شکل متعارف کهکشان‌ها بیضی شکل است که برش مقطع پهنایی آن‌ها همانند یک بیضی نورانی است. کهکشان‌های مارپیچی دارای سطح مقطعی شبیه یک صفحه گرد هستند که این صفحات توسط بازوهای پر گرد وغبار در کنار هم قرار گرفته‌اند. گروهی دیگر از کهکشان‌ها اشکال ناهم‌گون و غیرمعمول دارند که به کهکشان‌های بی‌قاعده معروف هستند. دانش انتظام شکلی آن‌ها بیشتر ناشی از کشش گرانشی کهکشان‌هایی است که در همسایگی آن‌ها جای دارند. این چنین کنش و واکنش‌هایی که میان کهکشان‌های مجاور رخ می‌دهد، ممکن است در پایان به درهم آمیختگی آن‌ها بینجامد و به صورت ضمنی، به‌طور قابل ملاحظه‌ای باعث افزایش تشکیل و صف آرایی مجموعه ستارگانی گردد که کهکشان‌های ستاره‌پاش نامیده می‌شوند. همچنین می‌توان کهکشان‌های ستاره پاش را که عاری از یک ساختار منسجم اند، به کهکشان‌های بی‌قاعده نیز نسبت داد. بیشتر از ۲۰۰۰ میلیارد کهکشان در کائناتی که توسط بشر قابل مشاهده است، وجود دارد.
اکثر کهکشان‌ها قطری بین ۱۰۰۰ تا ۱۰۰٬۰۰۰ پارسک دارند (هر پارسک معادل ۳۱ تریلیون کیلومتر می‌باشد) کهکشان‌ها بیشتر با فاصله میلیون‌ها پارسک و حتی مگاپارسک از یکدیگر جدا افتاده‌اند. فضای بین کهکشان‌ها با گاز پر شده است البته با چگالی کمتر از یک اتم در متر مکعب! درصد بالایی از کهکشان‌ها به صورت سلسله مراتبی از ستاره‌ها مرتبط هستند و به ظاهری خوشه شکل سازماندهی شده‌اند و سرانجام خوشه‌های ستاره‌ای غول آسا را تشکیل می‌دهند. این ساختارهای غول آسا بیشتر به غالب صفحات و رشته‌هایی قرار گرفته‌اند که پیرامون آن‌ها را خلاء لایتناهی پوشانده است. درک این موضوع که ماده تاریک ۹۰ درصد جرم اکثر کهکشان‌ها را تشکیل می‌دهند، آسان نیست. نتایج و داده‌های دیداری بیانگر این موضوع است که سیاهچاله‌های ابرغول و فرابزرگ ممکن است در میانه بیشتر (نه همه) کهکشان‌ها وجود داشته باشند، این سیاهچاله‌های بزرگ و پر رمز و راز دلایل بنیادین و آغازین واکنش‌های فعال در هسته برخی کهکشان‌ها هستند. ستاره‌شناسان بر این باورند دست کم یک سیاهچاله در میان مرکز کهکشان راه شیری جا خوش کرده باشد.

## گونه‌های کهکشان از دید ظاهرشناسی

### کهکشان نامنظم
کهکشان‌های ناهمگون یا بی‌قاعده هیچ شکل یا ساختار سامان‌مندی ندارند، آن‌ها دارای جرم بیشتری از کهکشان‌های دیگر هستند و بیشتر ستاره‌های موجود در آن‌ها دارای طول عمر کم و درخشان می‌باشند. با وجود اینکه بسیاری از کهکشان‌های ناهمگون در بر گیرنده نواحی تابان گازی هستند که ستاره‌ها در آن‌ها ساخته می‌شوند، بیشتر گاز میان ستاره‌ای کهکشان‌ها بایستی فشرده شوند تا ستاره‌های تازه‌ای بسازند. نزدیک به پنج درصد از هزار کهکشان درخشان را کهکشان‌های ناهمگون تشکیل می‌دهند. این در حالی است که یک چهارم کهکشان‌های شناخته شده نیز کهکشان‌های ناهمگون هستند.

### کهکشان مارپیچی
کهکشان‌های مارپیچی دارای بازوهایی هستند که شکلی مارپیچی در پیرامون بر برآمدگی میانه‌ای یا هسته، قرصی ایجاد می‌کنند که چرخش هسته با چرخش بازوهای آن همراه می‌شود. جوان‌ترین ستاره‌های کهکشان‌های مارپیچی در بازوهای کم توده یافت می‌شوند و ستاره‌های کهن بیشتر در هسته فشرده جای دارند. کهن‌ترین ستاره‌ها در هاله‌های کروی پراکنده جای دارند و پیرامون قرص کهکشانی را فرا گرفته‌اند. این بازوها همچنین دارای غبار و گاز فراوانی هستند که منجر به ساخته شدن ستاره‌های تازه می‌شود.

### کهکشان مارپیچیِ میله‌ای
یک کهکشان مارپیچی میله‌ای دارای یک هسته برآمدگی میانه‌ای کشیده شده و میله‌ای شکل است. هم‌زمان با چرخش هسته این‌طور به نظر می‌رسد که در هر سوی هسته یک بازو نیز می‌چرخد. برخی ستاره‌شناسان بر این باورند که کهکشان راه شیری نیز یک کهکشان مارپیچی میله‌ای است. شکل کهکشان‌های مارپیچی و کهکشان‌های مارپیچی میله‌ای از کهکشان‌های با برآمدگی‌های میانه‌ای بزرگ با بازوهای نه چندان به هم پیوسته تا کهکشان‌های با برآمدگی‌های مرکزی کوچک و بازوهای آزاد متغیر است. اگر چه کهکشان‌های مارپیچی و مارپیچی میله‌ای پیش از این به عنوان دو گونه کهکشان جدا دسته‌بندی می‌شدند، ولی امروزه ستاره‌شناسان آن‌ها را همانند می‌دانند.

### کهکشان بیضوی
کهکشان‌های بیضوی از دید شکل، از شکل بیضی‌گون (شبیه توپ راگبی) تا شکل کروی متغیر هستند و اشکالی میان این دو نیز یافت می‌شوند. برعکس کهکشان‌های دیگر که نوری آبی از ستاره‌های فروزان و کم عمر منعکس می‌کنند، کهکشان‌های بیضوی زرد رنگ دیده می‌شوند. علت این امر ساخته شدن ستاره‌ها در این کهکشان‌ها می‌باشد که در نتیجه کمابیش همه نور آن‌ها از ستاره‌های غول سرخ که دارای طول عمر زیادی هستند به دست می‌آید.

## راه شیری
کهکشان راه شیری کهکشانی است که ما زمینیان در آن زندگی می‌کنیم. این کهکشان به شکل نوار درخشانی که آسمان را دور می‌زند و با استوای سماوی ۶۳ درجه زاویه می‌سازد. در شب‌های تاریک بدون ماه با چشم غیر مسلح دیده می‌شود. 

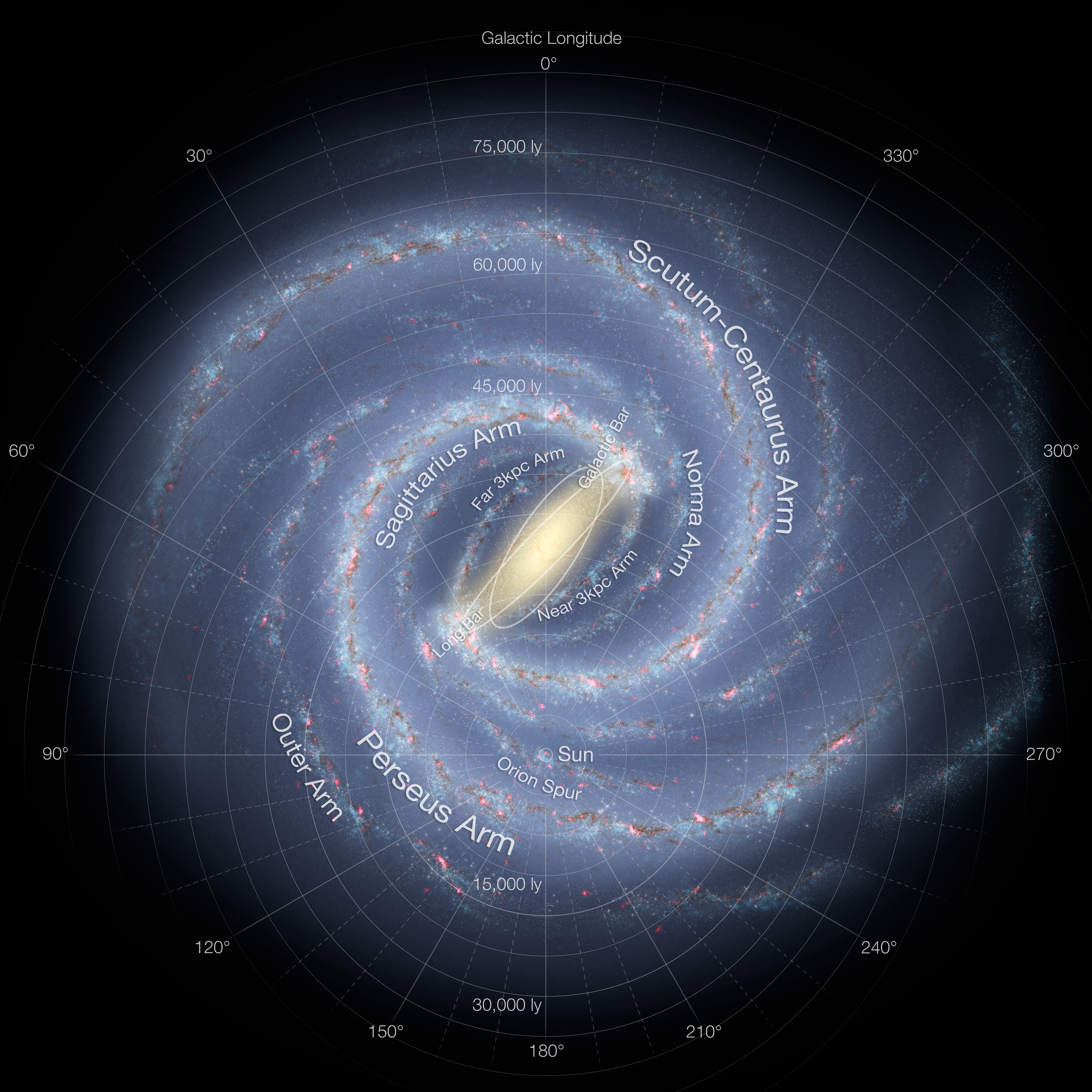
تصویری خیالی از بازوهای کهکشان راه شیری

 این نوار که در حقیقت مقطع کهکشان از دید خورشید می‌باشد ناهمگون بوده و اندازه پهنای آن میان ۳ تا ۳۰ درجه متفاوت است. روشنایی و پهنای نوار کهکشان در سمت صورت فلکی قوس بیشتر می‌باشد و در شب‌های تابستان بیشتر خودنمایی می‌کند دلیل این مسئله این است که میانه کهکشان راه شیری در این سمت جای دارد و زمانی که به صورت فلکی قوس نگاه می‌کنیم در واقع به قسمت‌های درونی آن نگاه می‌کنیم که شمار ستاره‌ها و سحابیهای آن بیشتر است. کهکشان راه شیری یک کهکشان مارپیچی با چند بازو می‌باشد. حتی با یک تلسکوپ کوچک می‌توان میلیون‌ها ستاره آن را دید که البته این ستارگان همه متعلق به بازوی جبار (یا بازوی محلی) هستند. ناهمگونی‌هایی که در کهکشان می‌بینیم ناشی از وجود ابرهای گازی و غباری تیره‌کننده (سحابی تاریک) هستند. کهکشان راه شیری به همراه دو کهکشان مارپیچی آندرومدا و کهکشان سه گوش و نزدیک به سی کهکشان کوتوله خوشه محلی کهکشانی را ساخته‌اند. کهکشان‌های کوتوله بر گرد سه کهکشان بزرگ مجموعه در حال چرخش بوده و در حقیقت اقمار این کهکشان‌ها به‌شمار می‌آیند. خورشید به همراه سامانه خود در فاصله حدود ۲۴۰۰۰ تا ۲۸۰۰۰ سال نوری از میانه کهکشان جای دارد و هر ۲۵۰ میلیون سال یک بار گرد مرکز آن می‌چرخد. با بررسی ۲۸ ستاره که در نزدیکی میانه کهکشان جای دارند آشکار شده که سیاهچاله ای با جرم نزدیک به ۴ میلیون برابر جرم خورشید در آنجا جای دارد. با توجه به قانون سوم کپلر دربارهٔ دو جسمی که دور هم می‌چرخند که در آن بیان می‌شود جرم جسم بزرگتر (که در اینجا همان کهکشان راه شیری است) بر حسب جرم خورشید برابر است با حاصل تقسیم توان سوم اندازه مدار جسم کوچکتر (که در اینجا خورشید است) بر حسب واحد نجومی بر توان دوم دوره چرخشی آن بر حسب سال و با توجه به اینکه خورشید در فاصله حدود ۸۰۰۰ پارسکی از مرکز کهکشان قرار دارد و دوره چرخش آن به گرد مرکز کهکشان در حدود ۲۲۵ میلیون سال است، جرم کهکشان در حدود ۹۰ میلیارد برابر جرم خورشید بدست می‌آید. این شماره با متمرکز کردن جرم همه موادی از کهکشان که درون مدار خورشید جای دارند در مرکز کهکشان بدست آمده است. طبیعی است که مقداری از جرم کهکشان هم در بیرون از مدار خورشید قرار دارد؛ یعنی این شماره، جرم این مواد را نشان نمی‌دهد. برای اندازه‌گیری جرم همه کهکشان از اندازه‌گیری سرعت ستاره و گازهایی که در فواصل دوری از مرکز کهکشان قرار دارند بهره برده می‌شود. دانشمندان دریافته‌اند که مؤثرترین راه اندازه‌گیری جرم کهکشان پژوهش در طول موجهای رادیویی است چرا که این امواج کمتر تحت تأثیر گازها و غبارهای درون کهکشانی هستند و با بررسی آن‌ها می‌توان به مشاهده مواد دورتری پرداخت. با این روش دانشمندان توانسته‌اند به نموداری از جرم موادی که در فواصل متفاوتی از مرکز کهکشان هستند دست پیدا کنند. این نمودار با نام نمودار چرخشی شناخته می‌شود. با کمک این نمودار آشکار شده که جرم کهکشان در بازهٔ ۱۵۰۰۰ پارسکی از میانه کهکشان نزدیک به ۲۰ میلیارد برابر جرم خورشید است. این گستره خوشه‌های کروی و بازوهای کهکشان را نیز در بر می‌گیرد. ممکن است گمان کنید برای اجرامی که فاصله آن‌ها تا میانه کهکشان از این فاصله بیشتر باشد مطابق آنچه در سامانه خورشیدی رخ می‌دهد شتاب آن‌ها رو به کاهش باشد. بر پایه اندازه‌گیری‌ها مشخص شده که اینطور نیست، یعنی سرعت این اجرام از آنچه که پیش‌بینی می‌شده بیشتر است بنابراین باید جرم بزرگتری در فواصل دورتری از ۱۵۰۰۰ پارسکی مرکز خورشید وجود داشته باشد. اکنون این جرم به وجود یک هاله تاریک (Dark halo) نسبت داده شده است.
بیشترین جرم کهکشان ناشی از همین هالهٔ تاریک است که مشخص نیست از چه ماده‌ای تشکیل شده است. واژهٔ تاریک به این معنا نیست که در محدودهٔ دیدگانی طیف مشاهده نمی‌شوند بلکه این مواد در همهٔ بازهٔ طیفی (از گاما تا رادیویی) قابل کشف نیستند. تنها به دلیل اثرات گرانشی آن‌ها است که به وجود آن‌ها پی برده‌ایم. این ماده تاریک نه از مولکول‌های هیدروژن و نه از مواد ستاره‌ای معمولی تشکیل شده است. سیاهچاله‌های با جرم ستاره‌ای، اجرام ماکو(MACHO) که شامل کوتوله‌های قهوه‌ای (ستارگانی که به دلیل جرم کم نتوانسته‌اند واکنش‌های هسته‌ای را شروع کنند)، کوتوله‌های سفید و کوتوله‌های سست و کم جرم سرخ می‌باشد از کاندیداهای مورد نظر می‌باشند. هم‌اکنون گزینه ذرات زیر اتمی نیز به فهرست مواد تشکیل دهنده ماده تاریک افزوده شده است. این ذرات باید دارای جرم بوده ولی برهم کنش بسیار ناچیزی با مواد معمولی داشته باشند. یک دسته از این مواد با نام ذرات جرم دار با برهمکنش سست شناخته می‌شوند.
شناخت بشر از کهکشان راه شیری به هزاران سال پیش بازمی‌گردد. پیشینیان ما نیز به وجود این نوار نقره‌ای رنگ در آسمان پی بردند. بسیاری از اقوام باستان بر این باور بودند که این نوار راهی است که در گذشتگان با گذر از آن به جهان دیگر مهاجرت می‌کنند. اقوامی دیگر باور داشتند که این نوار، پدیده‌ای خدایی است که شب‌ها خود را محافظانه بر روی جامعه انسانی می‌گستراند.
راه شیری یک مجموعه پهناور از بیش از ۲۰۰ میلیارد ستاره، سیاره، خوشه و گرد و غبار است. خورشید ما و سامانه خورشیدی نیز بخشی از این کهکشان‌اند. راه شیری یک کهکشان مارپیچی است، از دید هابل نوع آن اس-بی یا اس-سی و یکی از اعضا گروهی محلی، است که این گروه خود دربرگیرنده کهکشان راه شیری، ابرهای ماژلانی، آندرومدا و بسیاری دیگر از کهکشان‌های کوچک است. رصدهای اخیر نشان می‌دهد که راه شیری، یک کهکشان مارپیچی بزرگ با جرمی بیش از ۷۵۰ میلیارد برابر جرم سامانه خورشیدی (منظومه شمسی) و قطری نزدیک به ۱۰۰٬۰۰۰ سال نوری می‌باشد. ستاره‌شناسان استرالیایی یک بازوی کیهانی اضافی را در کهکشان راه شیری کشف کردند که مانند یک مرز گازی ضخیم به دور این کهکشان بزرگ کشیده شده است. این ستاره‌شناسان امیدوارند که این یافته‌ها در نگارگری یک تصویر بهتر از کهکشان راه شیری که سیاره زمین نیز در آن جای دارد سودمند باشد. این مرز گازی شکل که ۶۵۰۰ سال نوری پهنا دارد نشان داد که ساختار کهکشان راه شیری همانند دیگر کهکشان‌ها است. این کهکشان‌ها دارای بازوهای مارپیچی گازی هستند که فراسوی بازوهای مارپیچی ستاره‌ای میانه‌ای گسترده شده‌اند. به باور ستاره‌شناسان کهکشان راه شیری دارای ۴ بازوی متشکل از هیدروژن، گردوغبار و ستاره هاست که بیرون از مرکز آن می‌چرخند. این مرز گازی که تازگی‌ها کشف شده ۶۰۰۰۰ سال نوری از میانه کهکشان راه شیری فاصله دارد. گاز در پیرامون این کهکشان وجود دارد؛ اما یک ساختار گازی در آن نقطه وجود ندارد. این مرز گازی در دوردست‌ترین جای کهکشان جای دارد و واپسین چیزی است که پیش از ناپدید شدن کهکشان دیده می‌شود. این پژوهش‌گران در حال پژوهش روی گاز هیدروژن در صفحه یا دیسک کهکشان راه شیری بودند که با این بازوی اضافی مواجه شدند. به باور پژوهشگران این بازوی به تازگی کشف شده با یکی از بازوهای میانه‌ای ستاره‌ای کهکشان در پیوند است. دموکریتوس فیلسوف یونانی (زندگی ۳۷۰ تا ۴۵۰ قبل از میلاد) بر این باور بود که نوار درخشان و نام آشنای راه شیری، که در آسمان شب نمایان است، احتمالاً از ستارگانی با فاصله بسیار فراوان ساخته شده است. ارسطو (زندگی ۳۲۲ تا ۳۸۴ قیل از میلاد) بر این باور بود که راه شیری به سبب احتراق و انفجار گازهای تصاعدی و آتشین گروه بیشماری از ستارگان غول آسا و نزدیک به یکدیگر ایجاد شده است و همچنین این احتراق در بخش فراجو در ناحیه‌ای از کیهان به همراه فعل و انفعالات سماوی رخ داده است. برای نخستین بار ابن هیثم ستاره‌شناس عرب (زندگی۹۶۵ تا ۱۰۳۷ میلادی) اختلاف منظر (دید گشت) راه شیری را اندازه‌گیری و مشاهده کرد.

## کهکشان آندرومدا

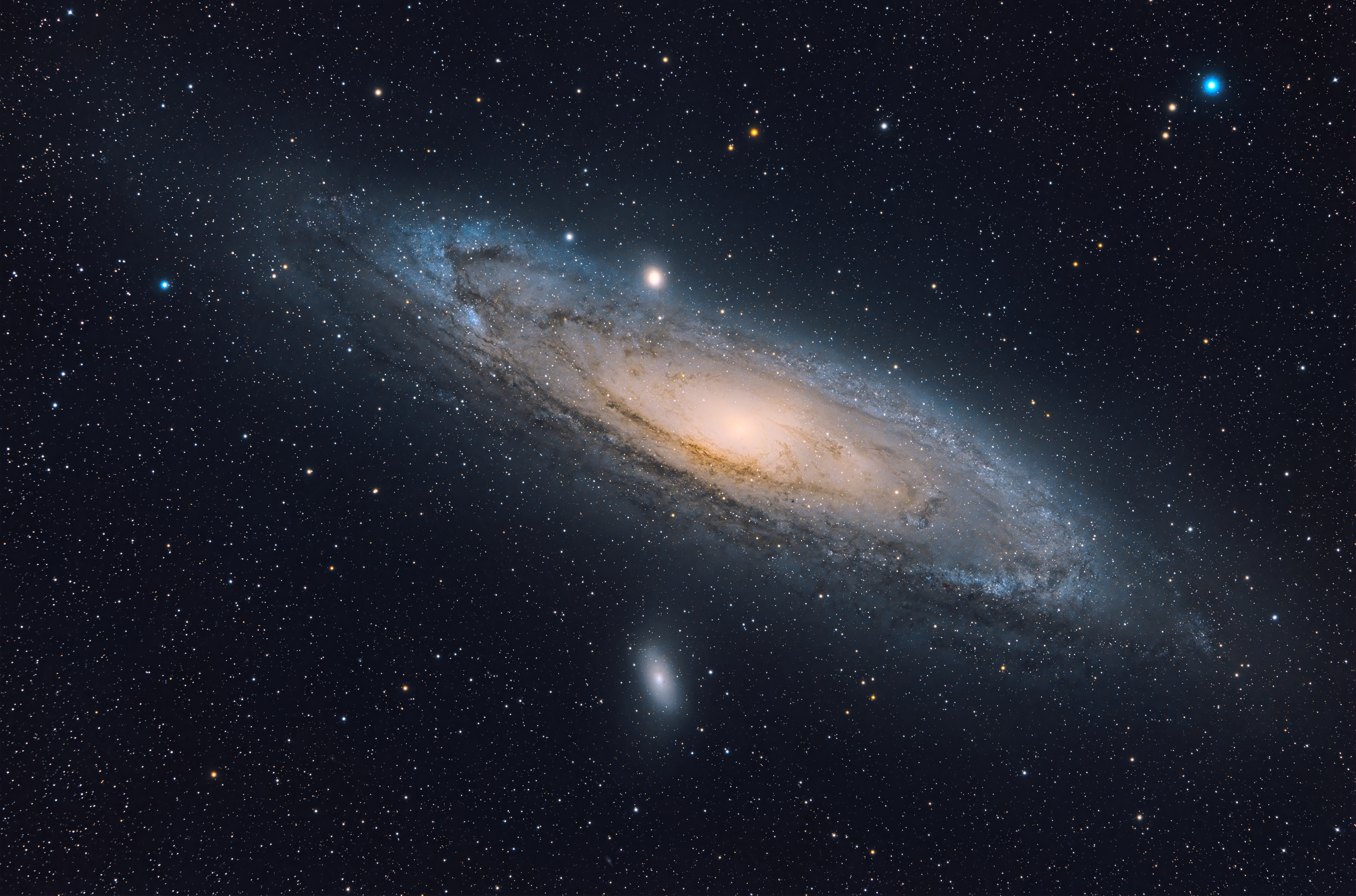
تصویری در نور مرئی از کهکشان آندرومدا و دو کهکشان اقماری که مسیه ۳۲ در بالای هسته کهکشانی و مسیه ۱۱۰ در پایین قرار دارد.

کهکشان آندرومدا-M۳۱ بزرگ‌ترین کهکشان در گروه کهکشان‌های محلی است و در فهرست شارل مسیه M۳۱ نامگذاری شده است. این کهکشان در فاصله ۲٬۵۵۵٬۰۰۰ سال نوری جای دارد. گروه کهکشان محلی شاملM31,M32,M33,M۱۱۰ و کهکشان راه شیری است. این جرم آسمانی با چشم غیرمسلح دیده می‌شود. برای نخستین بار به دست عبدالرحمن صوفی به نام ابر کوچک (Little Cloud) شناخته شده بود، در حالی که چارلز مسیه آن را در ۱۳ اوت سال ۱۷۶۴ در کاتالوگش به ثبت رسانید. تا زمان زیادی گمان می‌شد که آندرومدا نزدیکترین کهکشان به ماست، حتی ویلیام هرشل هم این لغزش را کرد. جرم این کهکشان نزدیک به ۳۰۰–۴۰۰ میلیارد برابر جرم خورشید است. نظریه‌ها در مورد آندرومدا زمانی تغییر کرد که ادوین هابل، ستاره‌شناس پُرآوازه، با تلسکوپ ۱۰۰ اینچی ساخته شده در سال ۱۹۱۷ نزدیک لس آنجلس توانست برای نخستین بار ستاره مشخصی را در بازوهای این کهکشان پیدا کند. این ستاره‌ها مانند ستاره‌های فراوانی هستند که در کهکشان راه شیری می‌توان پیدا کرد ولی آن‌ها بسیار کم نور بودند. ادوین هابل همچنین سه ستارهٔ متغیر را پیدا کرد که یکی از آن‌ها جزء متغیرهای قیفاووسی بود، متغیرهایی که تغییرات درخشندگی آن‌ها قابل پیش‌بینی بود. این ستارگان و متغیرهای پیدا شده به دست ادوین هابل او را به این اندیشه واداشت که این کهکشان نمی‌تواند یک خوشهٔ ستاره‌ای در کهکشان ما باشد، بلکه این یک کهکشان بسیار دور از ما است.

## کهکشان‌های فعال و غیرعادی
از همه کهکشان‌ها میزان آشکاری بازتاب الکترومغناطیسی ساطع می‌شود. برخی کهکشان‌ها، به گونهٔ غیرعادی، مقادیر فراوانی تابش دارند. این کهکشان‌ها، کهکشان‌های فعال نامیده می‌شوند. انرژی آن‌ها از منبعی با جرم بسیار زیاد اما به هم فشرده که در میانه کهکشان فعال جای دارد تأمین می‌شود. انرژی بیشتر گونه اشعه ایکس، موج رادیویی و همچنین نور است و میزان انرژی آزاد شده به اندازه‌ای زیاد است که نمی‌توان تصور کرد ستاره‌ها آن را به‌وجود آورده باشند. ستاره‌شناسان بر این باورند که تنها جسمی که قادر است این مقدار انرژی را آزاد کند یک حفره سیاه فوق‌العاده پر جرم است. بنابر این، علت اینکه برخی کهکشان‌ها از جمله کهکشان خودمان انرژی کمابیش کمی آزاد می‌کنند این است که حفره سیاه میانه‌ای کوچکی را در میان گرفته‌اند.

## ستاره نماها
به نظر می‌رسد که کوازارها (ستاره نماها) هسته فعال کهکشان‌های دور دست باشند. آن‌ها درخشان‌ترین، شتابان‌ترین و دورترین اجرام شناخته شده در جهان هستند. کوازارها همانند ستارگان از سطح زمین به مانند یک نقطه نورانی خیلی ریز دیده می‌شوند. اگر چه کوازارها تنها به اندازه سامانه (منظومه شمسی) هستند، نور برخی از آن‌ها مسافتی نزدیک به ۱۰ میلیارد سال نوری را می‌گذراند تا به ما برسد. ما برای اینکه بتوانیم چنین اجرام دوری را شناسایی کنیم نیاز به تابش زیاد نور آن‌ها داریم. تشعشع انرژی بعضی از کوازارها حدود ۱۰۰ برابر تشعشع کهکشان‌های بزرگ است. با گسترش جهان کوازارها که در لبه خارجی آن جای دارند بسرعت از زمین فاصله می‌گیرند. دورترین کوازارهای قابل رویت حدود ۱۲ میلیارد سال نوری در جهت انتهای قابل مشاهده جهان قرار دارند. به خاطر زمان زیادی که طول می‌کشد تا نور کوازارها به زمین برسد، این کهکشان‌ها ستاره‌شناسان را قادر می‌سازند تا جهان را در نخستین مراحل شکل‌گیری، مورد مطالعه قرار دهند. کوازارها فوق‌العاده درخشان و در عین حال بسیار فشرده می‌باشند. در سنجش با گستره کهکشان راه شیری که ۱۰۰٬۰۰۰ سال نوری می‌باشد، کوازارها قطری برابر با چند روز یا هفته نوری را تشکیل می‌دهند. به‌طوری‌که اگر به ترتیب از زمین شروع کنیم و بعد خورشید و سپس ستاره‌های کوازار به مرور دیگر خورشید در اثر کوچک بودن نسبت به این ستاره‌ها محو می‌شود که بزرگ‌ترین ستاره شناخته شده حدود ۲۰۰٫۰۰۰٫۰۰۰٫۰۰۰٫۰۰۰ برابر خورشید قطر دارد.

## کهکشان‌های رادیویی
تمامی کهکشان‌ها، موج رادیویی، نور قابل رویت و انواع تشعشع از خودشان تولید می‌نمایند. انرژی رادیویی یک کهکشان رادیویی خیلی متراکم تر از انرژی کهکشان‌های معمولی است. این انرژی از دو قطعه خیلی بزرگ، یا ابرهای عظیم‌الجثه متشکل از ذرات در حال دور روشن از کهکشان‌ها تشعشع می‌یابند. این ابرهای عظیم از فوران‌های گازی که از مرکز کهکشان با سرعتی معادل یک پنجم سرعت نور خارج می‌شوند، در آسمان شکل می‌گیرند. به نظر می‌رسد که فوران این انرژی عظیم توسط یک حلقه پیوستگی صورت می‌گیرد که یک حفره سیاه خیلی متراکم را در بر می‌گیرد و در مرکز کهکشان واقع است. از هر یک میلیون کهکشان فقط یکی از آن‌ها یک کهکشان رادیویی است.

## برخوردِ کهکشان‌ها
بیشتر کهکشان‌ها از کهکشان‌های همسایه خود صد هزار سال نوری فاصله دارند. به هر روی، برخی از کهکشان‌ها تا اندازه‌ای به یکدیگر نزدیک می‌شوند که نیروی گرانش دو سویه آن‌ها اشیاء موجود در کهکشان‌ها دیگر را به پیرامون خود می‌کشد و این ماجرا باعث به‌وجود آمدن توده‌هایی به نام دنباله‌های کشندی می‌گردد که این دنباله‌ها مانند پلی، کهکشان‌ها را به یکدیگر وصل می‌نمایند. نزدیکی بیش از اندازه کهکشان‌ها ممکن است، همراه با تصادم آن‌ها گردیده و به دنبال این رخداد یک دگرگونی بنیادی در شکل ظاهری آن‌ها رخ دهد.

## خوشه‌های کهکشانی

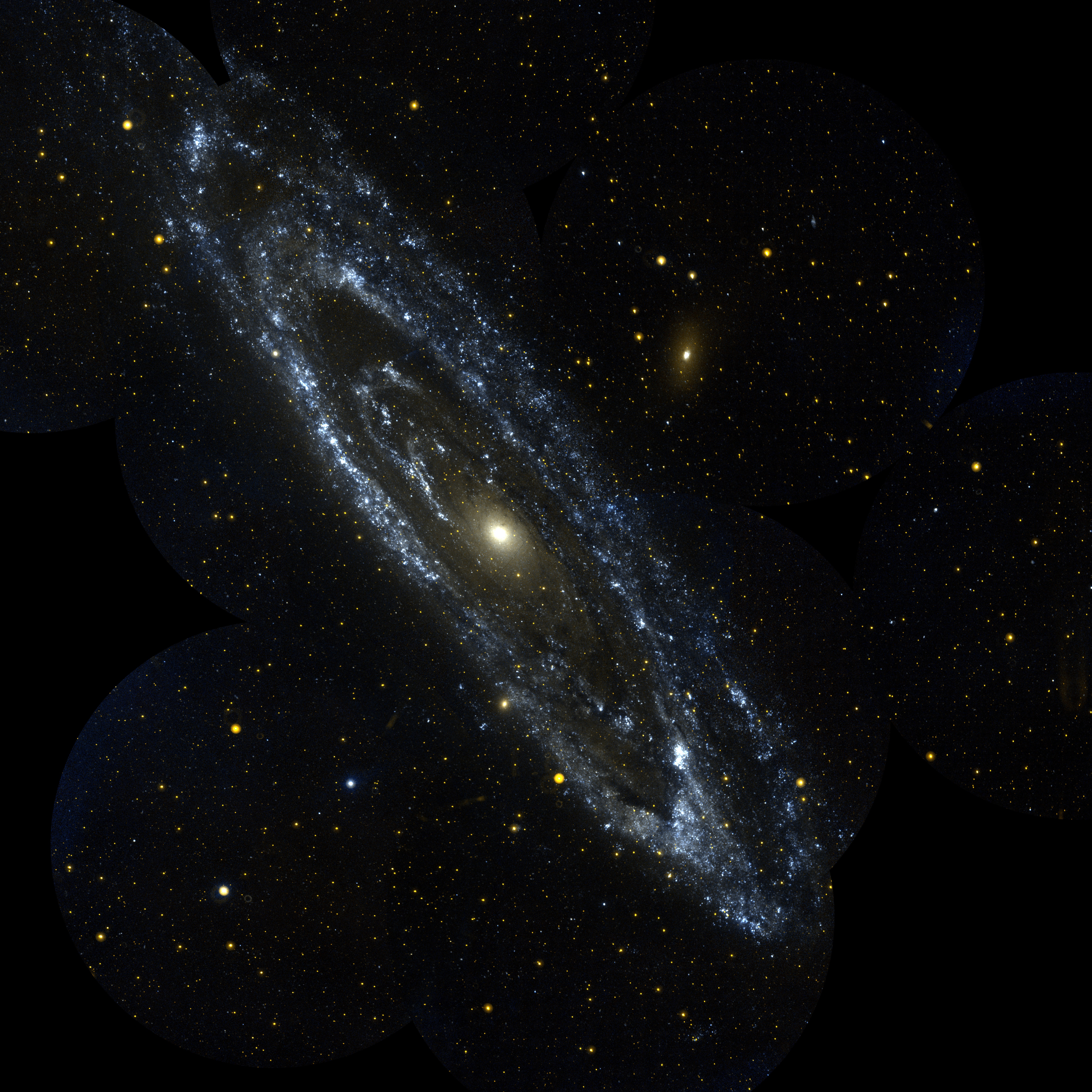
کهکشان آندرومدا در خوشه کهکشانی گروه محلی

بیشتر کهکشان‌ها جزو خوشه‌ها یا گروه‌های کهکشانی هستند که توسط نیروی گرانش در کنار هم باقی می‌مانند. کهکشان راه شیری جزو خوشه‌ای کوچک و با شکل ناهمگون است که گروه محلی خوانده می‌شود. خوشه‌های ناهمگون دربرگیرنده شمار گوناگونی از چند کهکشان یا چندین هزار کهکشان از انواع گوناگون هستند. خوشه سامان‌مند دربرگیرنده نزدیک به ۱۰۰۰ کهکشان می‌باشد که به صورت فشرده‌ای گرد هم آمده و شکل کمابیش کروی، به‌وجود آورده‌اند، بیشتر این کهکشان‌ها بیضوی هستند. حتی در چنین گروه بهم فشرده‌ای، کهکشان‌ها از یکدیگر صدها هزار سال نوری فاصله دارند. خوشه‌هایی که در کنار هم جای دارند، ساختارهای بزرگتری به نام ابرخوشه تشکیل می‌دهند.
دورترین شیء قابل دیدن با چشم غیر مسلح در جهان صورت فلکی آندرومدا است. این کهکشان در فاصله‌ای برابر ۲٫۲ میلیون سال نوری از زمین جای دارد. نزدیکترین کهکشان‌ها به کهکشان راه شیری ابرهای ماژلانی بزرگ و کوچک می‌باشند که به ترتیب در فاصله‌ای حدود ۱۷۰٬۰۰۰ و ۱۹۰٬۰۰۰ سال نوری از زمین جای دارند.

## ابرخوشه‌ها
ابرخوشه‌ها به‌شماری خوشه‌های کهکشانی اطلاق می‌شود که در ردیف بزرگ‌ترین ساختارهای جهان قرار دارند. هر ابرخوشه ممکن است شامل ۱۰ خوشهٔ پرکهکشان باشد که شکل رشته درخشان مارپیچ یا نواری به خود گرفته‌اند. این ساختار شاید تا یکصد میلیون سال نوری طول داشته باشد، خوشه‌ای که ما جزء آن هستیم؛ یعنی گروه محلی، بخشی از ابرخوشه محلی است. این ابرخوشه شامل چند صد خوشهٔ کهکشانی می‌شود. نوارهای ابرخوشه مرزهای خلأ بین ابرخوشه‌ها را تشکیل می‌دهند. ستاره‌شناسان موفق به کشف ساختاری شده‌اند که حتی از ابرخوشه‌ها هم بزرگ‌تر هستند، این ساختار دیوار کبیر نام گرفت. دیوار کبیر متشکل از ابر خوشه‌ها و خوشه‌های پراکنده بزرگ کشیده می‌باشد. ساختار مذکور حجمی در حدود ۲۶۰ در ۷۳۰ در ۳۰ میلیون سال نوری را اشغال می‌کند. به گمان ستاره‌شناسان جهان شامل تعداد زیادی از چنین دیوارهایی است که در عرضی از خلأ برابر با ۴۰۰ میلیون سال نوری پراکنده شده‌اند.

## کهکشانخواری
اغلب در قسمت مرکزی خوشه‌ای که در برگیرنده انبوهی از کهکشان‌ها است، یک کهکشان عظیم بیضوی قرار دارد. حجیم‌ترین کهکشان‌های شناخته شده در مراکز چنین خوشه‌هایی یافت می‌شوند. مشاهدات خاطر نشان می‌کنند که حجیم‌ترین کهکشان‌های چنین خوشه‌هایی به کهکشان عظیم مرکزی ملحق می‌شوند. به این فرایند، کهکشانخواری گفته می‌شود. کهکشانخوار ممکن است بیش از یک هسته داشته باشد.

## خوشه دوشیزه
این خوشه نامنظم که حداقل از ۱۰۰۰ کهکشان تشکیل یافته است، ۶ میلیون سال نوری عرض و ۶۰ میلیون سال نوری طول دارد.

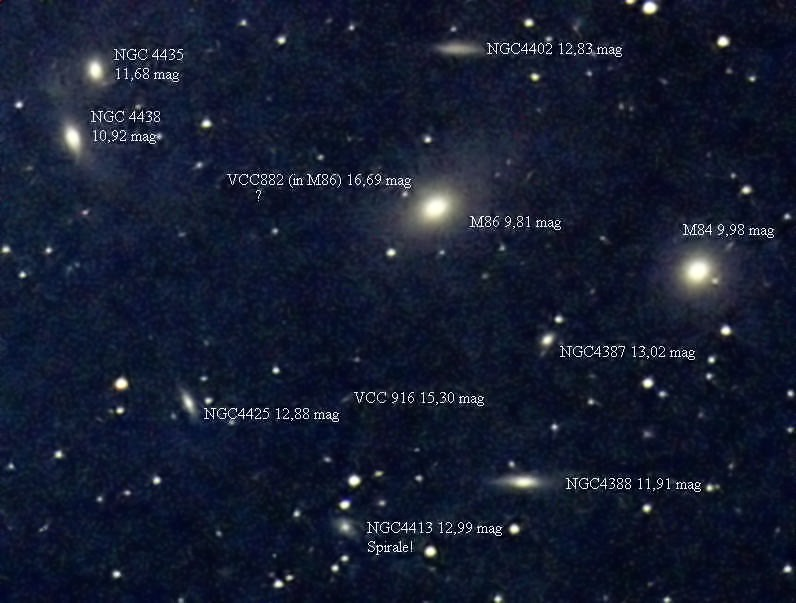
خوشه دوشیزه (سنبله)

## شکل برخی کهکشان‌ها و فاصله آن‌ها تا کهکشان راه شیری
| نام کهکشان       | فاصله     | شکل              |
| راه شیری         | صفر       | مارپیچی          |
| ابر ماژلانی بزرگ | ۱۷۰٬۰۰۰   | نامنظم مارپیچی   |
| ابر ماژلانی کوچک | ۱۹۰٬۰۰۰   | بی‌قاعده (نامنظم) |
| ان‌جی‌سی ۶۸۲۲      | ۱٬۸۰۰٬۰۰۰ | بی‌قاعده (نامنظم) |
| آی سی ۵۱۵۲       | ۲٬۰۰۰٬۰۰۰ | بی‌قاعده (نامنظم) |
| دبلیوال ام       | ۲٬۰۰۰٬۰۰۰ | بی‌قاعده (نامنظم) |
| کهکشان آندرومدا  | ۲٬۲۰۰٬۰۰۰ | مارپیچی          |
| آندروما۱         | ۲٬۲۰۰٬۰۰۰ | بیضوی            |
| آندروما۲         | ۲٬۲۰۰٬۰۰۰ | بیضوی            |
| آندروما۳         | ۲٬۲۰۰٬۰۰۰ | بیضوی            |
| مسیه ۳۲          | ۲٬۲۰۰٬۰۰۰ | بیضوی            |
| ان جی سی ۱۴۷     | ۲٬۲۰۰٬۰۰۰ | بیضوی            |
| ان جی سی ۱۸۵     | ۲٬۲۰۰٬۰۰۰ | بیضوی            |
| مسیه ۱۱۰         | ۲٬۲۰۰٬۰۰۰ | بیضوی            |
| کهکشان مثلث      | ۲٬۴۰۰٬۰۰۰ | مارپیچی          |
| آی‌سی ۱۶۱۳        | ۲٬۵۰۰٬۰۰۰ | بی‌قاعده (نامنظم) |
| دی دی او ۲۱      | ۳٬۰۰۰٬۰۰۰ | بی‌قاعده (نامنظم) |
| حوت              | ۳٬۰۰۰٬۰۰۰ | بی‌قاعده (نامنظم) |
| جی آر ۸          | ۴٬۰۰۰٬۰۰۰ | بی‌قاعده (نامنظم) |
| آی سی ۱۰         | ۴٬۰۰۰٬۰۰۰ | بی‌قاعده (نامنظم) |
| قوس              | ۴٬۰۰۰٬۰۰۰ | بی‌قاعده (نامنظم) |
| اسب بالدار       | ۵٬۰۰۰٬۰۰۰ | بی‌قاعده (نامنظم) |
| اسد (آ)          | ۵٬۰۰۰٬۰۰۰ | بی‌قاعده (نامنظم) |
| ---------------- | --------- | ---------------- |